# Anuna De Wever Van der Heyden

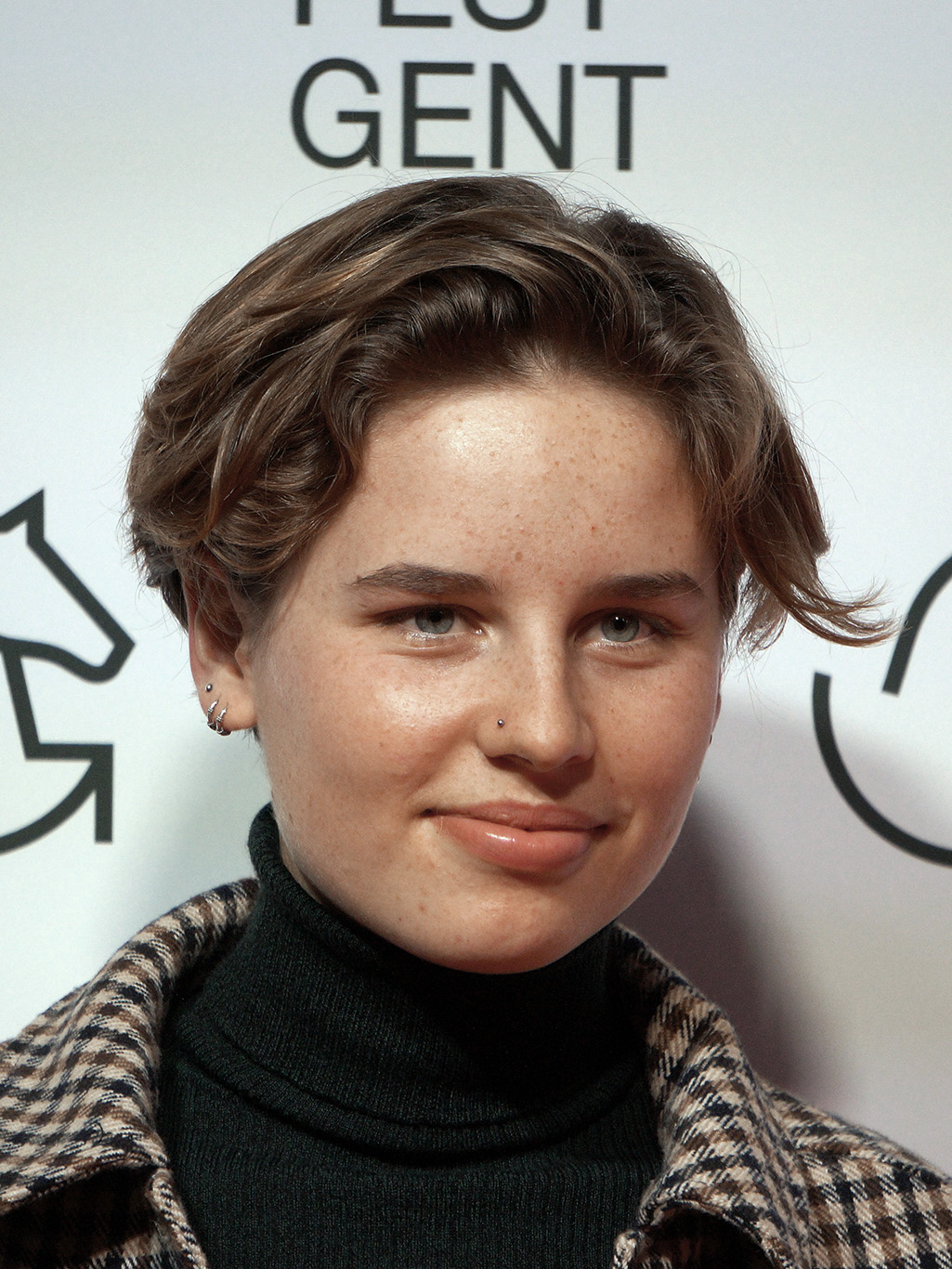
Anuna De Wever Van der Heyden (2020)

Anuna De Wever Van der Heyden (* 16. Juni 2001 in Mortsel) ist eine belgische Klimaaktivistin. Sie galt lange als Gesicht der belgischen Klimabewegung Youth for Climate. De Wever identifiziert sich als nichtbinär.

## Werdegang
Anuna De Wever Van der Heyden wurde 2001 in Mortsel bei Antwerpen geboren und beendete im Juni 2019 das Gymnasium mit einem geisteswissenschaftlichen Abschluss.

## Engagement
Da De Wever mit knapp 18 Jahren im Jahr 2019 weder an den Wahlen in Belgien noch jenen in Europa teilnehmen durfte, suchte sie nach alternativen Wegen, um ihrem Anliegen, der Überwindung der Klimakrise, Gehör zu verschaffen. Angeregt durch das Wirken von Greta Thunberg in Schweden, organisierte De Wever in Belgien einen Klimastreik, dem sich seit Januar 2019 wöchentlich Zehntausende von Schülern anschlossen. De Wevers Bewegung stieg bald zur einflussreichsten politischen Bewegung Belgiens im neuen Jahrtausend auf.
De Wever tritt immer wieder mit Vertretern der Politik ins Gespräch. So widersprach sie im Februar 2020 den Äußerungen des EU-Außenbeauftragten Josep Borrell, der Klimaschützern unterstellte, sie seien nicht zum Verzicht bereit, um ihre Ziele durchzusetzen. Sie erwiderte: „Natürlich sind wir bereit, den Preis zu zahlen, damit wir eine Zukunft haben.“ Auch diskutierte sie 2020 mit der EU-Kommissionspräsidentin Ursula von der Leyen in Brüssel die Notwendigkeit zum Handeln in der Klimapolitik.
Gemeinsam mit Luisa Neubauer, Greta Thunberg und Adélaïde Charlier war sie im Sommer 2020 eine der vier Initiatorinnen des Aufrufs Face the Climate Emergency, das sich für die Einsetzung eines Klimanotstandes in der Europäischen Union einsetzte; den Aufruf unterzeichneten online über hunderttausend Menschen, darunter Klimawissenschaftler, Aktivisten, Influencer und Teilnehmer der Zivilgesellschaft, unter ihnen Leonardo DiCaprio, Hans Joachim Schellnhuber, Naomi Klein, Stefan Rahmstorf, Annie Lennox, Joaquin Phoenix, Maja Göpel und Björk. Der Aufruf startete mit den Worten: „Hört auf, so zu tun, als könnten wir die Klima- und Umweltkrise lösen, ohne sie als Krise zu behandeln.“
Mit der Bekanntgabe De Wevers und Adélaïde Charliers, bei der Fraktion Die Grünen/Europäische Freie Allianz im EU-Parlament ein Praktikum zu absolvieren, räumten sie jedoch ihre Führungsrollen bei Youth for Climate, um der Neutralität der Organisation durch ihre Parteinahme nicht zu schaden.

## Veröffentlichungen
- Mit Marie-Esmaralda von Belgien, Sandrine Dixson-Declève und Adélaïde Charlier. Welche Welt für Morgen? Gespräch zwischen Generationen. Nagel & Kimche, Zürich 2021, ISBN 978-3-7556-0018-3.